# 学校法人吉備学園
学校法人吉備学園（がっこうほうじんきびがくえん）は、岡山県岡山市にある学校法人。現在、大学1校・専門学校1校・高等学校1校を設置・運営している。

## 沿革
- 明治44年（1911年）

文部大臣より吉備商業学校設置認可を受ける。
校祖井尻艶太、岡山市広瀬町に私立吉備商業学校を創立し、初代校長に就任。
- 大正15年（1926年）

2月 財団法人吉備商業学校に改称
- 昭和19年（1944年）

岡山県吉備商工学校と改称、機械科を新設
- 昭和23年（1948年）

学制改革により岡山県吉備高等学校と改称（1994年4月岡山商科大学附属高等学校と改称）。
- 昭和25年（1950年）

私立学校法人法に基づき学校法人吉備学園に改組
- 昭和30年（1955年）

吉備商科短期大学を設立（1957年1月岡山商科短期大学と改称、1966年3月廃止）。
- 昭和40年（1965年）

1月25日 岡山商科大学設置認可
4月1日 岡山商科大学設立。
- 現在

岡山商科大学大学院、岡山商科大学、岡山商科大学附属高等学校、岡山商科大学専門学校を設置。

## 運営校

### 大学
- 岡山商科大学
- 岡山商科大学大学院

### 専門学校
- 岡山商科大学専門学校

### 高等学校
- 岡山商科大学附属高等学校